# Majesty 2: The Fantasy Kingdom Sim
Majesty 2: The Fantasy Kingdom Sim ist ein Echtzeit-Strategiespiel, das von 1C: Ino-Co entwickelt wurde. Veröffentlicht wurde das Spiel am 11. September 2009 von 1C Company für Windows und am 8. November 2010 von Virtual Programming für macOS. Ab dem 17. September 2009 wurde Majesty 2 auch von Paradox Interactive vermarktet. Das Spiel ist der Nachfolger von Majesty: The Fantasy Kingdom Sim und beinhaltet eine Kampagne mit 16 Szenarien sowie einige Einzelmissionen.

## Spielprinzip
Das Spielprinzip von Majesty 2 ist im Wesentlichen dasselbe wie bei seinem Vorgänger. Der Spieler schlüpft in die Rolle des Königs von Ardania und muss durch das Bauen von Gebäuden sowie durch das Anwerben und Aufwerten von Helden die ihm gestellten Aufgaben zu meistern versuchen. Alle Einheiten sind nicht direkt steuerbar, sondern suchen sich ihre Aufgaben selbst, wobei der Spieler durch das Setzen von Angriffsfahnen, Erforschungsfahnen, Warn- bzw. Angstfahnen und Schutzfahnen das Verhalten der Helden indirekt beeinflussen kann. Ebenfalls können dem Spieler bis zu vier Herrschaftssymbole zur Verfügung stehen: Der Umhang des Teevus, der die Gesundheit der Helden wiederherstellt, Sidrians Reichsapfel, der die gesammelte Goldmenge erhöht, Sidrians Zepter, das Feinden Schaden zufügt und die Krone von Ardania, die den Geist der Könige herbeiruft.

## Handlung
Vor 5 Jahrhunderten gelang es einem großen Monarchen das Chaos in Ardania zu beseitigen und das Königreich zu vereinen. Seither folgten viele weitere Herrscher seinem Beispiel, um sich mit großen Taten den königlichen Titel zu verdienen. Dem letzten König, Leonard I., war es jedoch nicht vergönnt, ruhmreiche Heldentaten zu begehen, da das Land fast völlig befriedet war. Also ließ er den mächtigen Dämon Barlog, den Baron der Logik, beschwören, um durch dessen Vernichtung als größter Herrscher Ardanias in die Geschichte einzugehen. Im folgenden Kampf unterlag er dem Gehörnten jedoch und so bestieg Barlog den königlichen Thron.
Als letzter Nachkomme der großen Könige und Königinnen, ist es die Aufgabe des Spielers, den Thron zurückzuerobern. Dabei muss er neben Riesenratten, Rattenmenschen, Wölfen, Werwölfen, Bären, Bärenmenschen, fliegenden Schlangen, kleinen Teufeln und Dämonen, Skeletten, Zombies, Geistern, Lichen, Vampiren, Minotauren, Ogern, Feuer- und Blitzelementaren sowie Drachen auch seine Rivalen sowie Gegner wie den Rattenkönig und den Skelettkönig besiegen.

## Gebäude und Helden
Wie bei seinem Vorgänger ist das Grundgebäude in Majesty 2 der Palast. Wird dieser zerstört, verliert der Spieler das Spiel. Gilden und Tempel können gebaut werden, um Helden anzuheuern. Fast alle anderen Gebäude dienen dazu, den Helden Ausrüstung zu verkaufen. Die fünf Grundgilden sind die Kriegergilde, die Gaunergilde, die Waldhütergilde, die Klerikergilde und die Zauberergilde. Nach dem Ausbau des Palastes, der Schmiede und des Marktplatzes auf Stufe 2 können Elfen und Zwerge angeheuert werden. Ab der Palaststufe 3 ist es möglich, acht verschiedene Tempel zu bauen, die jedoch nur auf vorgegebenen „Heiligen Boden“ errichtet werden können. Ist ein Tempel erbaut, so können dort neue Helden angeheuert werden oder Gilden-Helden gegen Gold zu Tempel-Helden aufgewertet werden. Krieger werden zu Paladinen (Dauros-Tempel) oder Klingenmeistern (Krolm-Tempel), Gauner werden zu Assassinen (Lunord-Tempel), Waldhüter werden zu Tiermeistern (Fervus-Tempel) oder Helia-Bogenschützen (Helia-Tempel), Kleriker werden zu Krypta-Priesterinnen (Krypta-Tempel) oder Agrela-Priesterinnen (Agrela-Tempel) und Zauberer werden zu Eismagiern (Eistempel). Die Gildengebäude, das Zwergenhaus und die Elfenvilla können ausgebaut werden und bieten Fähigkeiten für die jeweiligen Helden sowie Zaubersprüche zum Kauf an. In den meisten Tempeln stehen weitere Zaubersprüche für den Erwerb zur Verfügung. Handelsposten können, wie die Tempel, nur auf vorgegebenen Plätzen errichtet werden.
Jede Heldengattung hat ihre eigenen Vorlieben. Beispielsweise erkunden Waldhüter gerne die Gegend, während Gauner eher auf Belohnungen aus sind. Alle Helden haben unterschiedliche Namen und können Erfahrung sammeln sowie Level aufsteigen. Nach jeder Mission wird ein einzelner Held zum Lord erhoben, wodurch dieser seine Erfahrung, seine Fähigkeiten sowie seine Ausrüstung beibehält und in folgenden Missionen in der Halle der Lords wieder angeworben werden kann. Ebenfalls ist es möglich, Helden zu gruppieren.

## Erweiterungen
Die erste Erweiterung Majesty 2: Kingmaker erschien am 26. März 2010 für Windows und am 12. Dezember 2010 für macOS. Sie enthält einen Karteneditor, die Goblins als neue Monster und eine Kampagne mit 8 Szenarien, in der es darum geht den ausgebrochenen Krieg mit den Goblins zu beenden.
Die zweite Erweiterung Majesty 2: Battles of Ardania erschien am 10. November 2010 für Windows und am 15. Dezember 2010 für macOS. Sie enthält neue Monster, neue Waffen und eine Kampagne mit 8 Szenarien, in der der Spieler unter anderem einen Werwolf töten, eine Invasion der Minotauren abwehren, die Stadt der Monster stürmen und die Rattenpaladine besiegen muss.
Die dritte Erweiterung Majesty 2: Monster Kingdom erschien am 11. Januar 2011 für Windows und Mitte Januar 2011 für macOS. Sie enthält eine Kampagne mit 10 Szenarien, in der der Spieler/seine Majestät von der Konklave der Priester gestürzt wurde und danach, ohne die Hilfe der üblichen Helden, mit Monstern den Thron zurückerobern muss. Dabei gehört es unter anderem zu seinen Aufgaben eine Goblin-Armee aufzubauen, die Minotauren für sich zu gewinnen, zu Grum-Gogs Auserwählten zu werden und den Lich-König wieder zum Leben zu erwecken.
In Majesty 2: Monster Kingdom regiert der Spieler sein Königreich mit der Hilfe von Monster-Helden. Gebaut werden können die Goblin-Speerkämpfergilde, die Goblin-Bogenschützengilde, die Rattenmenschengilde, die Lich-Gilde, der Minotaurenpalast, das Koatl-Haus (Wesen, die Echsenmenschen ähneln), das Nobler Werwolf-Haus, die Halle der Häuptlinge (ein Äquivalent zur Halle der Lords) und Gebäude die meist Ausrüstung verkaufen. Gebäude können aufgewertet werden und Helden-Fähigkeiten sowie Zaubersprüche zum Erwerb feilbieten. Zusätzlich können auf den vorgegebenen Plätzen mit „Heiligem Boden“ Grum-Gog-Tempel errichtet werden. Jeder erbaute Grum-Gog-Tempel schaltet einen von vier weiteren Zaubersprüchen zum Kauf frei. Zudem kann der Spieler pro Tempel in einer seiner Goblin- oder Rattenmenschengilden zusätzlich stärkere Helden anwerben: Grum-Gog-Schamanen in der Goblin-Speerkämpfergilde, Grum-Gog-Meister in der Goblin-Bogenschützengilde und Grum-Gog-Paladine in der Rattenmenschengilde. Anders als bei den Menschen, bei denen aus der Kanalisation Riesenratten und Rattenmenschen sowie aus dem Friedhof Skelette und Zombies hervorströmen, erscheinen bei den Monstern Riesenkakerlaken und Riesenspinnen aus Müllhaufen sowie Teufel und Dämonen aus dem Tor der Hölle.
Im April 2011 wurden die drei Erweiterungen zusammen mit dem Hauptspiel unter dem Titel Majesty 2: Collection für Windows veröffentlicht. Eine inoffizielle Erweiterung namens Majesty 2: Cold Sunrise erschien am 16. November 2011 für Windows.